# SIMC
SIMC (System identyfikatorów i nazw miejscowości) – system będący składnikiem Krajowego Rejestru Urzędowego Podziału Terytorialnego Kraju (TERYT). System zarządzany jest przez Główny Urząd Statystyczny.
SIMC jest rejestrem nazw miejscowości i ich części, zawierającym następujące informacje:
- urzędowa nazwa miejscowości,
- identyfikator miejscowości,
- urzędowy rodzaj miejscowości,
- przynależność miejscowości do województwa, powiatu i gminy.

W bazie SIMC miejscowość oznacza także część miejscowości podstawowej, na przykład: dzielnicę, osiedle, osadę lub przysiółek.
Siedmiocyfrowy identyfikator SIMC ma cyfrę kontrolną.
System identyfikatorów i nazw miejscowości aktualizowany jest na bieżąco po wprowadzeniu zmian urzędowych nazw miejscowości oraz zmian w zasadniczym podziale terytorialnym państwa. Identyfikatory miejsc SIMC są unikalne i niezmienne. Numery SIMC miejscowości likwidowanych nie są powtórnie używane.